# Staunton, Virginia
Oraș independent din ținutul Augusta, statul Virginia.
Coordonate: 38°9′29″N 79°4′35″V
Populația: 23.746 locuitori in 2010.
Este orașul natal al celui de-al 28-lea președinte al SUA, Woodrow Wilson.
In Cimitirul Național din Staunton este înmormantat la loc de cinste, eroul romano-american, căpitan Nicolae Dunca (1837-1862), căzut in lupta de la Cross Keys, Virginia.
Din acest motiv, orașul Staunton este înfrățit cu Vișeu de Sus, Maramureș.
1. ↑   https://www.ci.staunton.va.us/government/city-council/michele-edwards, accesat în 18 ianuarie 2025 Lipsește sau este vid: |title= (ajutor)
2. ↑  2010 U.S. Gazetteer Files, accesat în 9 iulie 2020